# Moniliopsis anomala
Moniliopsis anomala é uma espécie de fungo pertencente à família Ceratobasidiaceae.